# Supreme Clientele
Supreme Clientele è il secondo album in studio del rapper statunitense Ghostface Killah, pubblicato l'8 febbraio 2000.

## Tracce
1. Intro – 0:46 (Robert Fitzgerald Diggs, Jack Urbont)
2. Nutmeg (feat. RZA) – 4:25 (Dennis David Coles, Robert Fitzgerald Diggs, Arthur Wilson, Tyrone Garfield Kersey, Stephanie Andrews)
3. One – 3:46 (Dennis Davis Coles, Jerry Tineo, David Porter, Bettye Jean Crutcher, Ronnie Williams)
4. Saturday Nite – 1:39 (Dennis Davis Coles, Carlos Broady)
5. Ghost Deini (feat. Superb) – 4:05 (Dennis Davis Coles, Mike McDonald, Jamel Cummings)
6. Apollo Kids (feat. Raekwon) – 3:54 (Dennis Davis Coles, Carlos Evans, Corey Woods, Solomon Burke)
7. The Grain (feat. RZA) – 2:34 (Dennis Davis Coles, Robert Fitzgerald Diggs, Eddie Floyd, Bonny Rice, Rufus Thomas, Jo Bridges, Tom Nixon)
8. Buck 50 (feat. Method Man, Cappadonna & Redman) – 4:02 (Dennis Davis Coles, Robert Fitzgerald Diggs, Darryl Hill, Clifford Smith Jr., Jamel Irief, Reginald Noble)
9. Mighty Healthy – 3:21 (Dennis Davis Coles, Ronald Maurice Bean, Herbert Louis Rooney, Highleigh Crizoe)
10. Woodrow the Base Head (Skit) – 3:04 (Dennis Davis Coles)
11. Stay True – 1:39 (Dennis Davis Coles, Jason Richard Hunter, David Axelrod)
12. We Made It (feat. Superb, Chip Banks & Hell Razah) – 4:37 (Dennis Davis Coles, Carlos Broady, Jamel Cummings, Earl Randle)
13. Stroke of Death (feat. Solomon Childs & RZA) – 1:56 (Dennis Davis Coles, Walbert Ryan Dale, Robert Fitzgerald Diggs)
14. Iron's Theme - Intermission (Intermission) – 1:30 (Dennis Davis Coles, Robert Fitzgerald Diggs)
15. Malcolm – 4:15 (Dennis Davis Coles, Vance Branch, Anita Poree, Jerry Peters)
16. Who Would You Fuck (Skit) – 2:44 (Dennis Davis Coles, Robert Fitzgerald Diggs)
17. Child's Play – 3:33 (Dennis Davis Coles, Robert Fitzgerald Diggs)
18. Cherchez La Ghost (feat. U-God) – 3:11 (Dennis Davis Coles, Lamont Jody Hawkins, Stony Browder, Thomas August Darnell Browder)
19. Wu Banga 101 (feat. GZA, Raekwon, Cappadonna & Masta Killa) – 4:23 (Dennis Davis Coles, Gary Eldridge Grice, Darryl Hill, Jamel Irief, Corey Woods, Maurice Bean)
20. Clyde Smith (Skit) – 2:40 (Dennis Davis Coles, Robert Fitzgerald Diggs)
21. Iron's Theme - Conclusion – 1:58 (Dennis Davis Coles, Robert Fitzgerald Diggs)

## Classifiche

### Classifiche settimanali
| Classifica (2000) | Posizione massima |
| ----------------- | ----------------- |
| Stati Uniti       | 7                 |

### Classifiche di fine anno
| Classifica (2000) | Posizione |
| ----------------- | --------- |
| Stati Uniti       | 199       |